# Strahinja Stepović
Strahinja Stepović (Kraljevo, 1993) è un giocatore di football americano serbo che gioca come wide receiver per i Kragujevac Wild Boars.